# Катастрофа лодки в Огбару
Катастрофа лодки в Огбару — несчастный случай с лодкой на реке Нигер в Нигерии, произошедший 7 октября 2022 года, в результате которого погибло 76 человек.

## Предыстория
По сообщению агентства Франс-Пресс, «лодочные аварии — обычное дело в Нигерии из-за перегрузки, превышения скорости, плохого технического обслуживания и несоблюдения правил движения». В 2021 году произошли подобные крупные инциденты в штате Кебби (погибло 98 человек) и в штате Кано (погибло 29 человек).[значимость факта?] В 2022 году в стране произошли сильные наводнения, усугублённые изменением климата.[значимость факта?]

## Несчастный случай
Катер, рассчитанный на 50 человек, перевозил 85 пассажиров, спасавшихся от наводнения в регионе, которое достигло уровня крыш домов. Капитан был неопытен, и двигатель сломался. Лодка ударилась о затопленный мост Осамала и перевернулась. 9 пассажиров выжили, 76 утонули.
В первых сообщениях утверждалось, что 30 человек были спасены и только около 8 погибли, но президент Мухаммаду Бухари подтвердил, что число погибших составляет 76 человек.